# Conor Clapton
Conor Loren Clapton, född 21 augusti 1986 på St Mary's Hospital i London i Storbritannien, död 20 mars 1991 i New York i New York i USA, var son till musikern Eric Clapton och skådespelaren Lory Del Santo. Han avled fyra år gammal, då han föll från en skyskrapa, vilket fick stor uppmärksamhet.

## Dödsfallet och dess kontext
Eric Clapton och hans hustru Pattie Boyd fick inga barn, vilket bidrog till att Clapton hade andra förhållanden. Han hade 1985 fått en utomäktenskaplig dotter, något som inte blev känt förrän långt senare. Han hade även en relation med Lory Del Santo, som blev gravid och 1986 födde sonen Conor Clapton.
År 1991 hade Conor och Del Santo rest till New York för att fira påsk med Eric Clapton, som då var skild från Boyd. Del Santo och Conor bodde i en lägenhet på 53 våningen på 117 East 57th Street, tillhörig en vän till Claptons mor. Den 19 mars hade Eric och Conor Clapton varit på cirkus på Long Island. Det var första gången som Conor umgicks ensam med sin far. Clapton ville att sonen och Del Santo skulle komma till London och bo med honom.
Strax efter klockan 11 den 20 mars gick Conor fram till ett fönster som en fönsterputsare glömt att stänga. Han tittade ut och föll ned på taket till ett trevåningshus, varefter han avled. Del Santo och ett hembiträde var i lägenheten, medan Eric Clapton var på en annan plats i New York. Han tog avsked av Conor på begravningsbyrån och kistan flögs sedan till London för begravning.
Begravningen ägde rum den 28 mars 1991 i St. Mary's Church i Ripley, där Clapton vuxit upp. Rockstjärnor som George Harrison och Phil Collins samt flera av Claptons barndomsvänner närvarade och många journalister bevakade begravningen. Tusentals kondoleanser inkom, bland annat från prins Charles och Keith Richards. Conor är gravsatt på St. Mary's kyrkogård.

## Efterspel
Efter Conors död förblev den tidigare alkoholiserade Clapton nykter, vilken han såg som den bästa hyllningen till sonen. Clapton skrev även låten "Tears in Heaven", tillsammans med Will Jennings, som handlar om saknaden efter Conor. Låten blev en av de mest spelade under 1990-talet. Även andra låtar av Clapton återspeglar känslorna för sonen, bland annat Lonely Stranger och Circus Left Town. I den senare berättar Clapton om sista gången han såg sin son i livet.